# Jakow Żyliński
Jakow Grigorijewicz Żyliński (ros. Яков Григорьевич Жилинский, ur. 3 marca?/15 marca 1853 w Michajłowie w guberni riazańskiej, zm. 1918) – rosyjski generał kawalerii, generał-gubernator warszawski i głównodowodzący wojsk Warszawskiego Okręgu Wojskowego od marca do 3 września 1914.

## Przebieg służby
W armii rosyjskiej od 1871 roku. Ukończył Nikołajewską Szkołę Kawalerii w 1876 roku i Nikołajewską Akademię Sztabu Generalnego w 1883 roku.
Pełnił służbę w pułku huzarów. Od 1898 roku w Sztabie Generalnym. Obserwator na teatrze wojny amerykańsko-hiszpańskiej na Kubie. W 1899 roku reprezentował Rosję na konferencji w Hadze. Generał w 1900 roku na stanowisku generała kwatermistrza Sztabu Generalnego. W czasie wojny rosyjsko-japońskiej szef Sztabu Polowego Naczelnego Dowódcy Sił Zbrojnych na Dalekim Wschodzie admirała Jewgienija Aleksiejewa. Potem dowodził dywizją kawalerii. W latach 1907–1910 dowodził Korpusem Armijnym (Armią Konną). W 1911 roku wyznaczony na Szefa Sztabu Generalnego Armii Imperium Rosyjskiego. W czasie rokowań z Szefem Sztabu Generalnego Francji złożył nierealną obietnicę wystawienia po 15 dniach mobilizacji 800 tysięcznej armii przeciwko Niemcom. Od marca 1914 roku generał – gubernator warszawski i dowódca Warszawskiego Okręgu Wojskowego.
W początkowym okresie I wojny światowej naczelny dowódca Frontu Północno-Zachodniego. Kierował operacjami w Prusach Wschodnich. 16 września 1914 usunięty ze stanowiska za klęskę i całkowite rozbicie 2 Armii w bitwie pod Tannenbergiem i klęskę 1 Armii w bitwie nad jeziorami mazurskimi. W latach 1915–1916 przedstawiciel rosyjskiego Naczelnego Dowódcy w Radzie Sojuszniczej w Paryżu. w listopadzie 1916 odwołany z Rady i skierowany w stan nieczynny. 
Po przewrocie bolszewickim próbował wyjechać za granicę, ale został schwytany przez bolszewików na Krymie i rozstrzelany w nieznanych okolicznościach.

## Ordery i odznaczenia

### Rosyjskie
- Order Świętego Stanisława III klasy, 1880
- Order Świętej Anny II klasy, 1888
- Order Świętego Stanisława II klasy, 1894
- Order Świętej Anny II klasy, 1896
- Order Świętego Włodzimierza IV klasy, 1899
- Order Świętego Włodzimierza III klasy, 1902
- Order Świętego Włodzimierza I klasy z mieczami, 1904
- Order Świętej Anny I klasy z mieczami, 1905
- Order Świętego Włodzimierza II klasy, 1909
- Order Orła Białego, 1912
- Order św. Aleksandra Newskiego, 1914

### Pozostałe
- Order Korony II klasy, 1888 (Prusy)
- Order Fryderyka komandor II klasy, 1893 (Wirtembergia)
- Order Krzyża Takowy I klasy, 1893 (Serbia)
- Order Legii Honorowej oficer, 1895 (Francja)
- Order Medżydów I klasy, 1895 (Turcja)
- Order Daniela II klasy, 1896 (Czarnogóra)
- Order Korony komandor, 1896 (Wirtembergia)
- Order Zasługi Wojskowej III klasy, 1899 (Hiszpania)
- Order Oranje-Nassau wielki oficer, 1899 (Holandia)
- Order Miecza komandor, 1901 (Szwecja)
- Order Świętego Aleksandra wielki oficer, 1901 (Bułgaria)
- Order Legii Honorowej komandor, 1901 (Francja)
- Order Korony wielki oficer, 1903 (Włochy)